# ند دنهی
ند دنهی (انگلیسی: Ned Dennehy؛ زادهٔ ۸ دسامبر ۱۹۶۵) بازیگر اهل ایرلند است. از آثاری که او در آنها نقش داشته است می‌توان به بلیتز (۲۰۱۱)، هری پاتر و یادگاران مرگ – قسمت اول، اسکی سرعت (۲۰۱۴)، لوتر، پیکی بلایندرز (۲۰۱۷)، ورسای، غریبه و شوگون (۲۰۲۴) اشاره کرد.